# Domingos Monteiro
Domingos Monteiro Pereira Júnior (Barqueiros, Mesão Frio, 6 de novembro de 1903 – Lisboa, 17 de agosto de 1980) foi um advogado, poeta e um dos mais reconhecidos escritores portugueses entre os anos 40 e 60. 

## Biografia
Era filho de Domingos Monteiro Pereira, lavrador abastado, e de Elvira da Assunção Coelho Monteiro, ambos naturais da mesma freguesia de Barqueiros, concelho de Mesão Frio. Entre 1918 e 1920, foi aluno interno do Liceu Central de Camilo Castelo Branco, em Vila Real. Veio para a capital portuguesa e concluiu a licenciatura em Direito pela Universidade de Lisboa, em 1927, com a classificação de 18 valores.
Em 1938, casou com Maria Palmira de Aguilar Queimado, de quem se viria a divorciar em 1946. Deste casamento nasceu a sua única filha, Estela Monteiro (Galvão Teles por casamento), professora da Faculdade de Medicina de Lisboa. Em 1971 contraiu segundo matrimónio, com Ana Maria de Castro e Mello Trovisqueira, que viria a auxiliar na edição dos seus livros, nomeadamente na última fase da existência do escritor.
Era conhecido como exímio caçador e um grande admirador da natureza, da qual tinha um conhecimento profundo.

## Carreira profissional
Exerceu a advocacia, sendo que no início da sua carreira defendeu diversos opositores do regime político então vigente. A sua preocupação democrática levou-o também a fundar, ainda muito jovem, o Partido da Renovação Democrática, bem como, mais tarde, o Diário Liberal.
A vocação literária acabou por se sobrepor à atividade forense e política, e foi como escritor que ganhou projeção e reconhecimento. Exerceu também algumas atividades afins, como as de jornalista, crítico, editor e foi ainda responsável pelo Serviço de Bibliotecas Itinerantes da Fundação Calouste Gulbenkian. Em 1948 fundou a Sociedade de Expansão Cultural que veio a ter uma ação notável na divulgação dos autores portugueses.
Ainda durante o ensino liceal em Trás-os-Montes, publicou alguns poemas em O Dilúculo, um jornal local de jovens que se publicou entre 1 de dezembro de 1918 e o primeiro trimestre de 1921, dirigido por Joaquim Rodrigues Grande. Com apenas dezasseis anos estreou-se nas letras com a edição do seu primeiro livro de versos, Orações do Crepúsculo. Este livro foi elogiosamente prefaciado por Teixeira de Pascoaes. a quem dedica o segundo livro, também de versos, Nau Errante, de 1921. Três décadas mais tarde voltaria a publicar poesia, com Evasão, de 1953, e, em 1978 publicaria o seu último livro de versos, Sonetos.
Fez também algumas incursões no domínio da história (de que se destaca uma História da Civilização em três volumes), do ensaio, da crítica e do teatro. Mas foi sobretudo como ficcionista que alcançou renome. E, dentro da ficção, a sua forma preferida de criação é a novela, género intermédio entre o conto e o romance, em matéria de complexidade de enredo e extensão. Escritor realista, a que todavia não é estranho o fantástico, muito influenciado pelo naturalismo francês e russo, publicou mais de uma quinzena de títulos, de que se destacam, entre outros, O Mal e o Bem, O Primeiro Crime de Simão Bolandas com o qual obteve o Prémio Nacional de Novelística e o Prémio Diário de Notícias, e ainda Letícia e o Lobo Júpiter agraciado com o Prémio Nacional de Novelística. Vários livros e contos foram traduzidos em castelhano, catalão, inglês, alemão, polaco e russo, e outros foram incluídos em diversas antologias nacionais e estrangeiras.
A 4 de julho de 1973, foi agraciado com o grau de Comendador da Ordem Militar de Sant'Iago da Espada.

## Obras publicadas

### Poesia
- 1919 - Orações do Crepúsculo, com prefácio de Teixeira de Pascoaes
- 1921 - Nau Errante, com capa ilustrada por José Rodrigues Miguéis
- 1953 - Evasão
- 1978 - Sonetos

### Ficção
- 1943 - Enfermaria, Prisão e Casa Mortuária
- 1945 - O Mal e o Bem
- 1952 - Contos do Dia e da Noite
- 1957 - O Homem Contemporâneo
- 1957 - Sortilégio do Natal
- 1958 - O Caminho para Lá
- 1961 - Histórias Castelhanas
- 1961 - Histórias deste Mundo e do Outro
- 1963 - O Dia Marcado
- 1964 - Contos de Natal
- 1965 - O Primeiro Crime de Simão Bolandas
- 1966 - Histórias das Horas Vagas
- 1967 - Histórias do Mês de Outubro
- 1969 - A Vinha da Maldição
- 1970 - O Vento e os Caminhos
- 1971 - O Destino e a Aventura
- 1972 - Letícia e o Lobo Júpiter
- 1978 - O Sobreiro dos Enforcados e Outras Narrativas Extraordinárias

### Ensaio
- 1931 - Bases da Organização Política dos Regimes Democráticos
- 1933 - A Crise de Idealismo na Arte e na Vida Social
- 1944 - Paisagem Social Portuguesa
- 1951 - História da Civilização (3 volumes)
- 1965 - A Medicina e a Literatura nas suas Múltiplas Relações
- 1974 - Livros Proibidos

### Teatro
- 1958 - A Traição Inverosímil

## Homenagens
No ano de 2003, o concelho de Mesão Frio, dirigiu-lhe uma homenagem, dedicando-lhe uma rua a qual tem o seu nome,e uma breve sessão solene em sua honra.
Tem ainda uma rua com o seu nome, em Lisboa, numa perpendicular à Avenida da República.
Posteriormente, em 2010, a Biblioteca Escolar de Mesão Frio adotou um dos projetos da Fundação Calouste Gulbenkian, intitulado Ler.com/DomingosMonteiro, que realizará várias atividades relacionadas com este vulto da cultura duriense.